# 雀稗
雀稗（学名：Paspalum thunbergii）是一种禾本科植物。这种植物中国分布于江苏、浙江、福建、广东、广西、安徽、湖南、湖北、江西、四川、云南、贵州等省区；此外日本也有。